# Linda Laubenstein
Linda Jane Laubenstein (Barrington, 21 maggio 1947 – Chatham, 15 agosto 1992) è stata un medico e oncologo statunitense e uno dei primissimi ricercatori nel campo dell'AIDS. Fu tra i primi medici negli Stati Uniti a riconoscere l'epidemia di AIDS dei primi anni '80; è coautore del primo articolo che collega l'AIDS al sarcoma di Kaposi.

## Biografia

### Gioventù
Linda Laubenstein è nata il 21 maggio 1947 a Boston, nel Massachusetts, da Priscilla e George Laubenstein È cresciuta a Barrington, nel Rhode Island. Sua madre lavorava come insegnante di scuola materna per l'educazione speciale, mentre suo padre lavorava come agente di acquisto per la Providence Gas Company. Da bambina ha sofferto di un'asma grave e contratto la polio all'età di cinque anni. Fu messa in un polmone di ferro per tre mesi per prevenire l'insufficienza respiratoria e rimase paraplegica; Poiché non era in grado di frequentare fisicamente la scuola elementare, un interfono è stato allestito dalla sua classe a casa sua.  La sua scuola superiore non aveva un ascensore, quindi quando aveva bisogno di frequentare le lezioni al secondo piano, i membri della squadra di football della scuola portavano la sua sedia a rotelle su e giù per le scale. Ha scelto di frequentare il Barnard College perché il campus era accessibile agli utenti di sedie a rotelle. Aspirando a diventare un dottore, prese per lo più lezioni di scienze. Ha continuato a studiare alla School of Medicine della New York University, ricevendo il suo M.D. nel 1973  e completando il suo internship, residency and fellowship nel 1978.

### Carriera
Specialista in ematologia e oncologia e professore presso il Centro medico dell'Università di New York, è stata una delle prime negli Stati Uniti a riconoscere l'aspetto dell'epidemia di AIDS. Mentre lavorava in uno studio privato a New York, osservò un improvviso aumento del numero di casi di sarcoma di Kaposi - un cancro raro che in seguito sarebbe stato identificato come una malattia collegata all'AIDS - in giovani uomini gay con deficienze immunitarie. Con Alvin Friedman-Kien, un dermatologo, è stata coautrice del primo articolo pubblicato sulla comparsa del sarcoma di Kaposi negli uomini gay. La prima paziente a cui aveva diagnosticato il sarcoma di Kaposi, nel 1979, era un omosessuale con un'eruzione generalizzata e linfonodi ingrossati; due settimane dopo, una collega le ha chiesto di vedere un secondo paziente, un altro omosessuale, con la stessa malattia. Entrambi gli uomini si rivelarono partner sessuali di Gaëtan Dugas, spesso definito il "paziente zero" dell'HIV / AIDS nel Nord America (sebbene studi più recenti suggeriscano altre ipotesi). Nel 1981, quando Dugas sentì parlare del sarcoma di Kaposi, andò a New York da Montreal per consultarsi con Laubenstein e Friedman-Kien ed effettuò alcuni cicli di chemioterapia. Nel 1982, Laubenstein aveva raccolto una casistica di circa 62 pazienti con il sarcoma di Kaposi.  Successivamente ha lasciato la sua posizione universitaria per concentrarsi sul trattamento dei pazienti di AIDS nella sua attività clinica privata. Laubenstein ha co-fondato il Kaposi's Sarcoma Research Fund nel 1983. Lo stesso anno, lei e Friedman-Kien hanno organizzato la prima conferenza medica su scala nazionale sull'AIDS presso la New York University. Una raccolta di ricerche presentate alla conferenza è stata pubblicata nel 1984 in un volume intitolato AIDS: The Epidemic of Kaposi's Sarcoma and Opportunistic Infezioni, curato da Laubenstein e Friedman-Kien. Nel 1986, lei e Jeffrey B. Greene fondarono un'organizzazione senza scopo di lucro: la Multitasking. L'organizzazione, che forniva servizi d'ufficio alle imprese, impiegava pazienti affetti da AIDS che avevano perso il lavoro a causa della malattia e li aiutava a trovare nuove posizioni . Greene ha definito la Laubenstein "l'ultimo medico dell'AIDS" a causa delle cure che ha prestato ai suoi pazienti, spesso facendo chiamate a domicilio sulla sua sedia a rotelle.  In un periodo in cui molti medici rifiutarono di vedere i malati di AIDS, il collega di Laubenstein James Wernz, un oncologo, affettuosamente notò che a volte veniva chiamata "puttana su ruote" a causa del suo atteggiamento "invadente" nei confronti di altri medici.
Laubenstein era anche un esplicito attivista dell'AIDS e criticava il governo americano per ciò che vedeva come una riluttanza a combattere l'epidemia di AIDS. Era anche critica nei confronti della Chiesa cattolica per il trattamento riservato a lesbiche e gay . Alcune delle sue opinioni hanno suscitato polemiche tra gli altri attivisti gay, come la sua richiesta di chiudere i bagni gay per scoraggiare comportamenti sessuali non sicuri e quindi ridurre la trasmissione dell'HIV.

### Problemi di salute e Morte
Laubenstein ha sviluppato un'appendicite nel 1984 e ha avuto paura di sottoporsi a un intervento chirurgico a causa del rischio che l'anestesia generale provocano ai suoi polmoni, già compromessi dalla poliomielite. Dopo l'operazione, i suoi chirurghi hanno avuto problemi a svezzarla dal ventilatore e lei ha sofferto di un crollo psicotico che ha richiesto l'ammissione in un ospedale psichiatrico; gli psichiatri teorizzarono che le sue allucinazioni erano causate dall'ipossia dall'anestesia. Nel 1990, si ammalò di una combinazione di asma, gastroenterite e insufficienza respiratoria, sebbene continuasse a lavorare. Ha iniziato a prendere corticosteroidi per i suoi problemi respiratori - che sono stati esacerbati dalle allergie ai suoi due gatti domestici - e non è stata in grado di liberarsi da loro nonostante gli effetti collaterali.
Morì inaspettatamente all'età di 45 anni, il 15 agosto 1992, mentre era a casa della sua famiglia a Chatham, nel Massachusetts. Fu ordinata un'autopsia e la causa della sua morte fu determinata come un attacco di cuore. È sopravvissuta ai suoi genitori e a un fratello, Peter.

## Eredità
L'opera teatrale di Larry Kramer, The Normal Heart, sull'epidemia di AIDS dei primi anni '80 a New York, include una dottoressa che usa la sedia a rotelle, Emma Brookner, che si basa sulla figura di Laubenstein. Da quando l'opera è stata rappresentata nel 1984, il personaggio è stato interpretato da Ellen Barkin in una produzione di Broadway e Julia Roberts nell'adattamento cinematografico.
Nel suo libro Women and Gay Men nel periodo postbellico, John Portmann attribuisce a Laubenstein il merito di aver "arricchito [l'intera] comunità gay attraverso la sua ricerca accademica e attivismo sociale". Ogni anno, il Dipartimento della Sanità dello Stato di New York assegna il Premio di Eccellenza Clinica dell'HIV del Dr. Linda Laubenstein ai medici che "si distinguono per i loro modi compassionevoli e il loro coinvolgimento totale nello sforzo di fornire assistenza completa alle persone con HIV / AIDS".
I suoi documenti raccolti sono presso la Schlesinger Library al Radcliffe College.